# Église de la Madonna del Parto
Pour les articles homonymes, voir Madonna del Parto.
L'église de la  Madonna del Parto (ou Santa Maria del Parto) est le nom donné à l'église initiale dédiée à saint Michel Archange, située dans la nécropole de Sutri du Parco urbano dell'antichissima Città di Sutri, le site étrusque de l'ancienne ville de Sutri, porte de l'Étrurie (devenue Sutrium pendant la Rome antique).
Elle a supplanté un sanctuaire du culte de Mithra, qui avait pris place dans l'ensemble de trois  tombes étrusques conjointes creusées à même le tuf du site.
Pour ce faire, des ouvertures vers l'extérieur ont été pratiquées dans la paroi. 
Elle comporte, encore visibles, quelques-unes des fresques du XIVe siècle, dont certaines ont quitté leur emplacement d'origine pour être placées dans l'enceinte protégée — c'est notamment le cas de la Vierge à l'Enfant juste né qui a donné son nom au lieu.

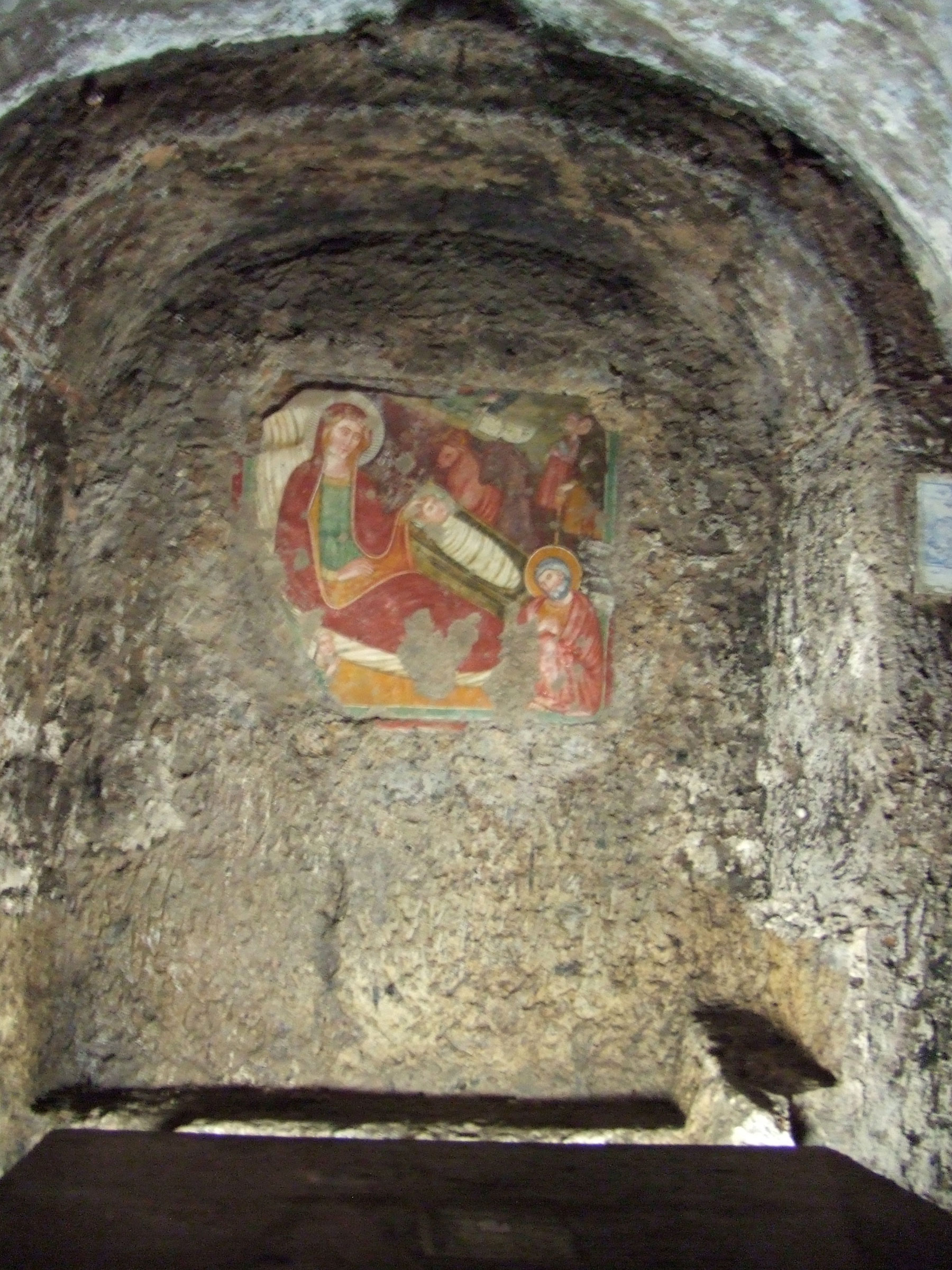
Vierge à l'Enfant juste né, fresque ayant donné son nom au lieu.
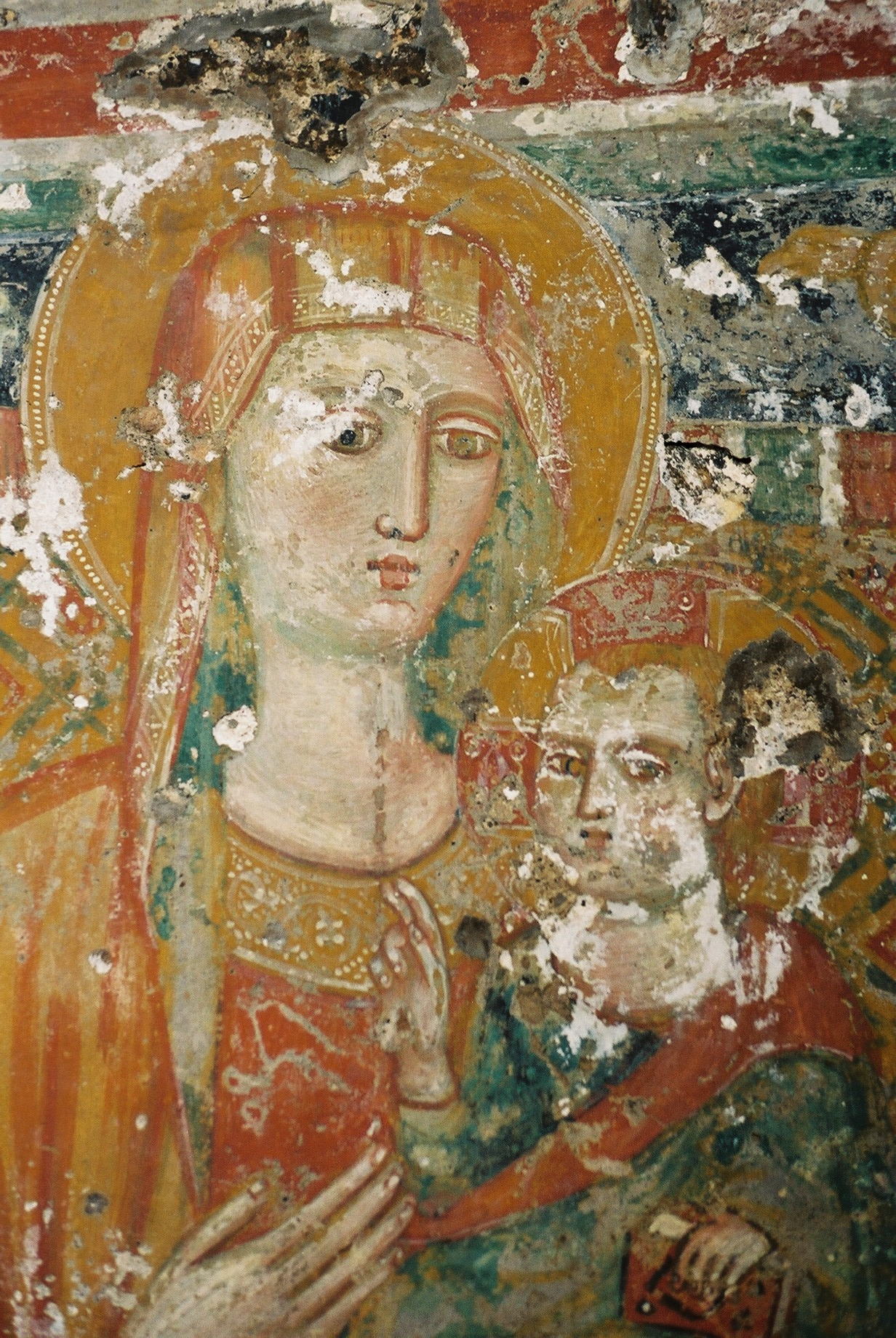
Une autre fresque de la Madone.
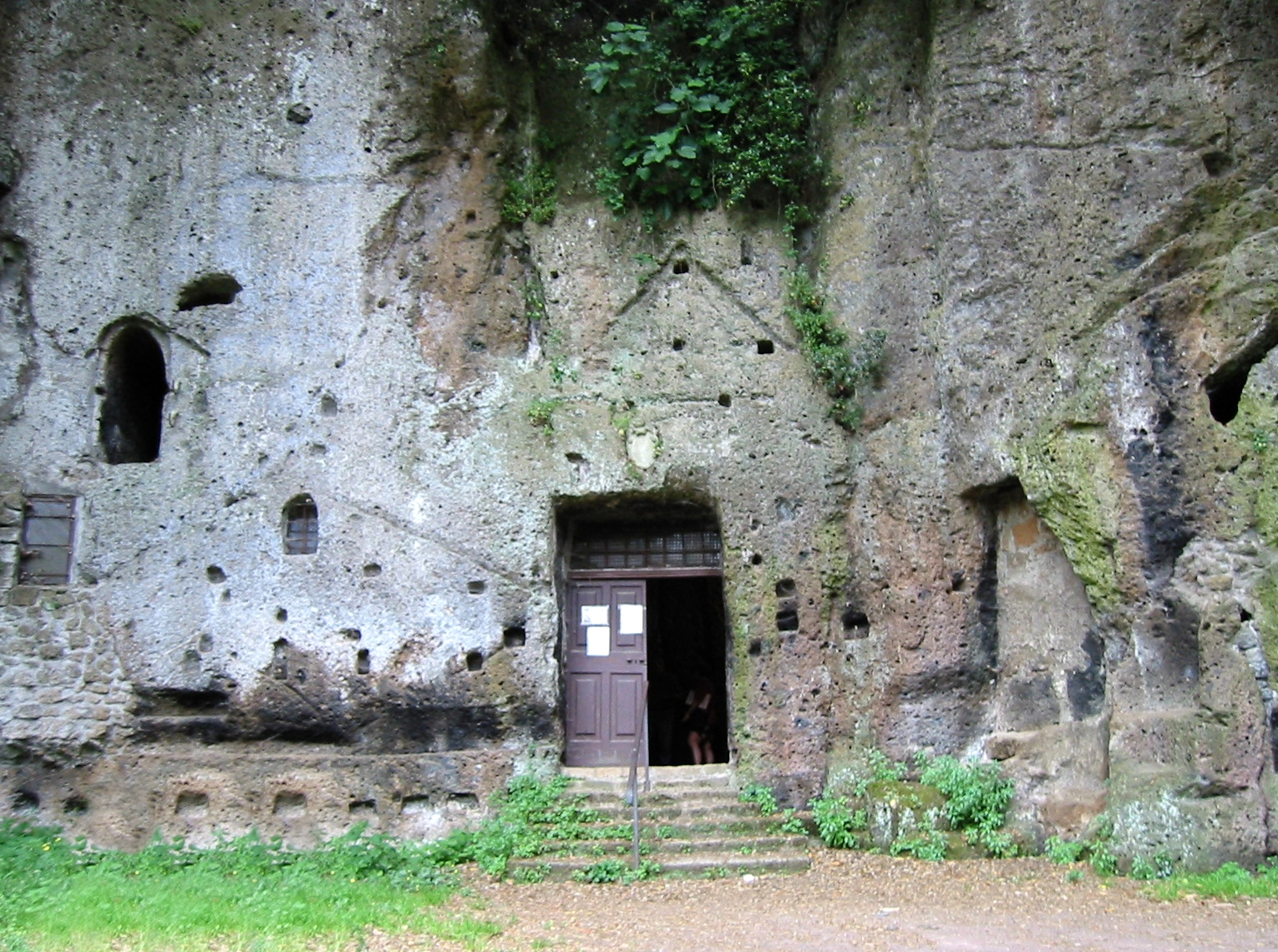
La paroi extérieure et ses ouvertures dans le tuf.